# 释静权
释静权（1881年—1960年12月5日），俗姓王，名良安，法名宽显，字静权，号实庵，男，浙江仙居人，中国佛教僧人，曾任中国佛教协会副会长，上海市政协委员。